# デーヴァナーガリー文字拡張
デーヴァナーガリー文字拡張（デーヴァナーガリーもじかくちょう、英語: Devanagari Extended）は、Unicodeの134個目のブロック。

## 解説
デーヴァナーガリーのうち、現代では使用されていないもの、あるいはデーヴァナーガリーへの音訳のみに使用される特殊な文字が収録されている。
なお、現代も使用されているものについてはデーヴァナーガリーブロックに、デーヴァナーガリー文字以外の一つ以上の文字体系でも使用が確認できるヴェーダ記述用の記号はヴェーダ用拡張ブロックに収録されている。

Unicodeのバージョン5.2において初めて追加された。

## 収録文字
| コード                                 | 文字 | 文字名（英語）                            | 用例・説明 | ラテン文字転写 |
| -------------------------------------- | ---- | ----------------------------------------- | --- | -------------- |
| サーマ・ヴェーダ用の朗唱記号(スヴァラ) |      |                                           | |                |
| U+A8E0                                 | ꣠     | COMBINING DEVANAGARI DIGIT ZERO           | サーマ・ガーナ(Sāma Gāna)のラーナーヤニーヤ(Rāṇāyanīya)伝統において、長母音がさらに伸長しないことを示す。 |                |
| U+A8E1                                 | ꣡     | COMBINING DEVANAGARI DIGIT ONE            | サーマ・ヴェーダ・サンヒター(Sāmaveda-Saṃhitā)において ウダーッタ(udātta; 高声調)を示す。 サーマ・ガーナでは 第一音(prathama)または 第七音(kruṣṭa) を示す。 テキスト内の数値の上付き記号として使用される場合は、その音が1モーラ分保持されることを示す。 |                |
| U+A8E2                                 | ꣢     | COMBINING DEVANAGARI DIGIT TWO            | 独立したスヴァリタ(svarita; 下降声調)を示す、または 最初の 2 つのウダッタ母音の上に記され、後続のアヌダーッタ(anudātta; 低声調)を示す。 サーマ・ヴェーダ・サンヒターでは2つのウダーッタ母音のうち最初の母音の上にU+0909 उ DEVANAGARI LETTER Uが続き、その後にアヌダーッタが続く。 サーマ・ガーナでは第二音(dvitīya)を示す。                                                               |                |
| U+A8E3                                 | ꣣     | COMBINING DEVANAGARI DIGIT THREE          | サーマ・ヴェーダ・サンヒターにおいてアヌダッタ（低声調）を示し、サーマ・ガーナでは第三音(tṛtīya)を示す。 上付きのU+0915 क DEVANAGARI LETTER KA（U+A8EC ꣬ COMBINING DEVANAGARI LETTER KA）が後続することがある。 |                |
| U+A8E4                                 | ꣤     | COMBINING DEVANAGARI DIGIT FOUR           | サーマ・ガーナにおいて第四音(caturtha)を示す。 |                |
| U+A8E5                                 | ꣥     | COMBINING DEVANAGARI DIGIT FIVE           | サーマ・ガーナにおいて第五音(mandra或いはpañcama)を示す。 |                |
| U+A8E6                                 | ꣦     | COMBINING DEVANAGARI DIGIT SIX            | サーマ・ガーナにおいてアティスヴァリャー音(atisvaryā)を示す。 |                |
| U+A8E7                                 | ꣧     | COMBINING DEVANAGARI DIGIT SEVEN          | サーマ・ガーナにおいて短い朗誦(abhigīta)を示す。 |                |
| U+A8E8                                 | ꣨     | COMBINING DEVANAGARI DIGIT EIGHT          | サーマ・ガーナでは見つかっていないが、論理的な体系を完成させるためにUnicodeに提案された。 |                |
| U+A8E9                                 | ꣩     | COMBINING DEVANAGARI DIGIT NINE           | サーマ・ガーナにおいて屈曲声調或いは沈み込む声調(namana)を示す。 |                |
| U+A8EA                                 | ꣪     | COMBINING DEVANAGARI LETTER A             | サーマ・ガーナにおいて短い朗誦(abhigīta)を示す。 |                |
| U+A8EB                                 | ꣫     | COMBINING DEVANAGARI LETTER U             | Böhtlingk及びRothの「サンクリット・英語辞典(St. Petersburg Sanskrit-English lexicon)」においてウダーッタ（高声調）を示す。 また、上付きのU+0968 २ DEVANAGARI DIGIT TWO (U+A8E2 ꣢ COMBINING DEVANAGARI DIGIT TWO)に続いて サーマ・ヴェーダ・サンヒターにおいて、2 つの連続するウダーッタのうち最初のものを示す。                                                                            |                |
| U+A8EC                                 | ꣬     | COMBINING DEVANAGARI LETTER KA            | 上付きのU+0969 ३ DEVANAGARI DIGIT THREE (U+A8E3 ꣣ COMBINING DEVANAGARI DIGIT THREE)に続き、サーマ・ヴェーダ・サンヒターにおいて独立したスヴァリタ（下降声調）の前のアヌダーッタ（低声調）を示す。 |                |
| U+A8ED                                 | ꣭     | COMBINING DEVANAGARI LETTER NA            | 南インドの写本において、サーマ・ガーナにおける屈曲声調或いは沈み込む声調(namana)を示す。 |                |
| U+A8EE                                 | ꣮     | COMBINING DEVANAGARI LETTER PA            | サーマ・ガーナでは、上付きのप्रे/prē/の代わりに使用される。 テキスト内の数値の上付き記号として記され、振動(prenkha)を示す。 |                |
| U+A8EF                                 | ꣯     | COMBINING DEVANAGARI LETTER RA            | サーマ・ヴェーダ・サンヒターにおいて上付きの2(U+A8E2 ꣢ COMBINING DEVANAGARI DIGIT TWO)に続き、独立したスヴァリタ（下降声調）を示す。 また、サーマ・ガーナでは単独、または上付き数値 1-5 に続いて記され、長母音がさらに伸長しないことを示す。 |                |
| U+A8F0                                 | ꣰     | COMBINING DEVANAGARI LETTER VI            | サーマ・ガーナにおいて、ヴィナタ(vinata)と呼ばれる音楽的モチーフを示す。 |                |
| U+A8F1                                 | ꣱     | COMBINING DEVANAGARI SIGN AVAGRAHA        | サーマ・ガーナにおいて、下降音階において特定の部分を飛ばして読むことを意味するアティクラマ(atikrama)を表す。 また、ヴィナタ(vinata)と呼ばれる音楽的モチーフ、或いは屈曲声調或いは沈み込む声調(namana)を示す。 |                |
| 鼻音化記号                             |      |                                           | |                |
| U+A8F2                                 | ꣲ    | DEVANAGARI SIGN SPACING CANDRABINDU       | アヌスヴァーラを表すための文字幅を持った記号であり、U+0901 ँ DEVANAGARI SIGN CANDRABINDUよりも低い位置に書かれるもの。 |                |
| U+A8F3                                 | ꣳ    | DEVANAGARI SIGN CANDRABINDU VIRAMA        | アヌスヴァーラを表す。 |                |
| U+A8F4                                 | ꣴ    | DEVANAGARI SIGN DOUBLE CANDRABINDU VIRAMA | 子音クラスタに含まれる摩擦音の前に現れるアヌスヴァーラを表す。 |                |
| U+A8F5                                 | ꣵ    | DEVANAGARI SIGN CANDRABINDU TWO           | 2モーラ分の長さを持つ鼻母音を表す。 |                |
| U+A8F6                                 | ꣶ    | DEVANAGARI SIGN CANDRABINDU THREE         | 3モーラ分の長さを持つ鼻母音を表す。 |                |
| U+A8F7                                 | ꣷ    | DEVANAGARI SIGN CANDRABINDU AVAGRAHA      | アヌスヴァーラを表す。 |                |
| 編集記号                               |      |                                           | |                |
| U+A8F8                                 | ꣸    | DEVANAGARI SIGN PUSHPIKA                  | プレースホルダーまたは「フィラー」として使用される。 多くの場合、二重ダンダ(U+0965 ॥ DEVANAGARI DOUBLE DANDA)が両側に並んでいる。 |                |
| U+A8F9                                 | ꣹    | DEVANAGARI GAP FILLER                     | 原稿やテキスト内の空白が欠落ではないことを示すために使用される。 |                |
| U+A8FA                                 | ꣺    | DEVANAGARI CARET                          | 文字の挿入を表す。 欧文などにおけるキャレット(U+2038 ‸ CARET)に相当する。 二つの正書法音節の間の点を中心とする文字幅を持たない記号。 |                |
| U+A8FB                                 | ꣻ    | DEVANAGARI HEADSTROKE                     | シローレーカー。デーヴァナーガリー文字の上部に書かれる、一単語をつなぐ線。 不確かな写本の読みを示すために使用され、元の文書の消失や摩耗によって判読不能になった箇所を表す。そのため、通常の文字に含まれるシローレーカーとは異なり、この文字が連続しても欠落した文字数が分かるようにするため線は繋がらない。                                                                               |                |
| 記号                                   |      |                                           | |                |
| U+A8FC                                 | ꣼    | DEVANAGARI SIGN SIDDHAM                   | テキストの冒頭で祈りの言葉(invocation)として用いられる。 サンスクリットの सिद्धम् (siddham) 「成就した」という単語や、सिद्धिरस्तु (siddhirastu) 「成功がありますように」という言葉を表しており、स्वस्ति (svasti) 「吉祥あれ」という単語の前に置かれることが多い。 テルグ文字のU+0C77 ౷、カンナダ文字のU+-C84 ಄、チベット文字の U+0F04 ༄、モンゴル文字のU+0800 ᠀、シャーラダー文字のU+111DB 𑇛も参照。 |                |
| U+A8FD                                 | ꣽ    | DEVANAGARI JAIN OM                        | ジャイナ教において聖音のオームを表す記号。 ヒンドゥー教などではU+0950 ॐ DEVANAGARI OMが用いられる。 |                |
| 追加の母音字及び母音記号               |      |                                           | |                |
| U+A8FE                                 | ꣾ    | DEVANAGARI LETTER AY                      | 短母音[ɛ]を表す。 ヒンディー語の東部方言の音韻を表記するために言語学者の間で用いられた。 | aĭ             |
| U+A8FF                                 | ꣿ     | DEVANAGARI VOWEL SIGN AY                  | 短母音[ɛ]を表す。 ヒンディー語の東部方言の音韻を表記するために言語学者の間で用いられた。 | aĭ             |

## 小分類
このブロックの小分類は「サーマ・ヴェーダ用の朗唱記号(スヴァラ)」（Cantillation marks (svara) for the Samaveda）、「鼻音化記号」（Marks of nasalization）、「編集記号」（Editorial marks）、「記号」（Signs）、「追加の母音字及び母音記号」（Additional vowel and vowel sign）の5つとなっている。

### サーマ・ヴェーダ用の朗唱記号(スヴァラ)（Cantillation marks (svara) for the Samaveda）
この小分類にはデーヴァナーガリーのうち、スヴァラ(svara;サンスクリット: स्वर)と呼ばれる、バラモン教などの宗教の経典の一つであるサーマ・ヴェーダを朗唱する(歌うように読む)際の音調やメロディを表す際に用いられる、別の文字の上に書かれる小さな文字が収録されている。すべて別の文字に結合する、文字幅を持たない結合文字(ダイアクリティカルマーク)である。
これらの文字は元になった文字の意味を持たず、例えばU+A8E2 ꣢ COMBINING DEVANAGARI DIGIT TWOには 「2という数値の概念」 は本質的に含まれていない。また、サーマ・ヴェーダのテキストが、適切なダイアクリティカルマーク（発音補助記号）を含んだ状態で、音声合成ソフトウェアによって正しく読み上げられる必要があるため、これらの文字を単なる註釈を表すルビとして用いるのは不適切であるとして、個別に符号位置を割り当てられることとなった。
サーマ・ヴェーダのために符号化された、U+11366－11374の範囲にあるグランタ文字のスヴァラ記号の類似セットを参照すること。

### 鼻音化記号（Marks of nasalization）
この小分類にはデーヴァナーガリーのうち、鼻音化を表す記号が収録されている。

### 編集記号（Editorial marks）
この小分類にはデーヴァナーガリーのうち、校正で用いられる編集記号(校正記号)が収録されている。

### 記号（Signs）
この小分類にはデーヴァナーガリーのうち、さまざまな記号類が収録されている。

### 追加の母音字及び母音記号（Additional vowel and vowel sign）
この小分類にはデーヴァナーガリーのうち、ヒンディー語の東部方言の音韻を表記するために言語学者の間で用いられた、短母音[ɛ]を表す追加の母音字及び母音記号が収録されている。

## 文字コード
| デーヴァナーガリー文字拡張(Devanagari Extended)[1] Official Unicode Consortium code chart (PDF) |   |   |   |   |   |   |   |   |   |   |   |   |   |   |   |   |
|                                                                                                 | 0 | 1 | 2 | 3 | 4 | 5 | 6 | 7 | 8 | 9 | A | B | C | D | E | F |
| U+A8Ex                                                                                          | ꣠  | ꣡  | ꣢  | ꣣  | ꣤  | ꣥  | ꣦  | ꣧  | ꣨  | ꣩  | ꣪  | ꣫  | ꣬  | ꣭  | ꣮  | ꣯  |
| U+A8Fx                                                                                          | ꣰  | ꣱  | ꣲ | ꣳ | ꣴ | ꣵ | ꣶ | ꣷ | ꣸ | ꣹ | ꣺ | ꣻ | ꣼ | ꣽ | ꣾ | ꣿ  |
| 注釈 1.^バージョン16.0時点                                                                      |   |   |   |   |   |   |   |   |   |   |   |   |   |   |   |   |

## 履歴
以下の表に挙げられているUnicode関連のドキュメントには、このブロックの特定の文字を定義する目的とプロセスが記録されている。
| バージョン | コードポイント | 文字数 | L2 ID     | ドキュメント |
| ---------- | -------------- | ------ | --------- | --- |
| 5.2        | U+A8E0..A8F8   | 27     | L2/07-095 | Michael Everson (30 April 2007), Proposal to encode characters for Vedic Sanskrit in the BMP (WG2 N3235R) (英語)          |
| 5.2        | U+A8E0..A8F8   | 27     | L2/08-043 | Gov't of India (28 January 2008), Vedic evidence to accompany L2/08-042 Vaidika (英語)                                    |
| 5.2        | U+A8E0..A8F8   | 27     | L2/08-050 | SEI / Michael Everson (28 January 2008), Summary proposal to encode characters for Vedic (WG2 N3383) (英語)               |
| 5.2        | U+A8FA         | 1      | L2/08-219 | Peter Scharf (13 May 2008), Devanagari examples of Vedic tone Yajurvedic Mid-char Svarita (英語)                          |
| 5.2        | U+A8F9         | 1      | L2/08-273 | Michael Everson; Peter Scharf (26 August 2008), Proposal to encode two characters for Vedic (revised; WG2 N3488R3) (英語) |
| 5.2        | U+A8F9         | 1      | L2/08-294 | Peter Scharf (6 August 2008), Placement of characters in Vedic, Devanagari, and Devanagari Extended blocks (英語)         |
| 5.2        | U+A8FB         | 1      | L2/08-273 | Michael Everson; Peter Scharf (26 August 2008), Proposal to encode two characters for Vedic (revised; WG2 N3488R3) (英語) |
| 5.2        | U+A8FB         | 1      | L2/08-295 | Peter Scharf (8 August 2008), Materials for a Proposal to encode the Devanagari headstroke in the BMP (英語)              |
| 8.0        | U+A8FC         | 1      | L2/12-123 | Anshuman Pandey (29 October 2012), Proposal to Encode the Sign SIDDHAM for Devanagari (revised) (英語)                    |
| 8.0        | U+A8FD         | 1      | L2/13-056 | Anshuman Pandey (26 April 2013), Proposal to Encode the Sign JAIN OM for Devanagari (WG2 N4408) (英語)                    |
| 11.0       | U+A8FE..A8FF   | 2      | L2/15-335 | Anshuman Pandey (10 December 2015), Proposal to encode the Devanagari letter and vowel sign AY (英語)                     |
| 1.         |                |        |           | |